# التاريخ العربي للقدس
يعود تاريخ الوجود العربي والإسلامي في القدس إلى سنة 638 م عندما فتحها المسلمون بقيادة الخليفة عمر بن الخطاب. ظلت القدس تحت السيطرة العربية ثم الإسلامية ما عدا فترات في القرنين الثاني عشر والثالث عشر عندما تمكن الصليبيون من إنشاء مملكة القدس اللاتينية بها. حتى وقوعها بالكامل بيد إسرائيل في حرب 1967.

## التاريخ

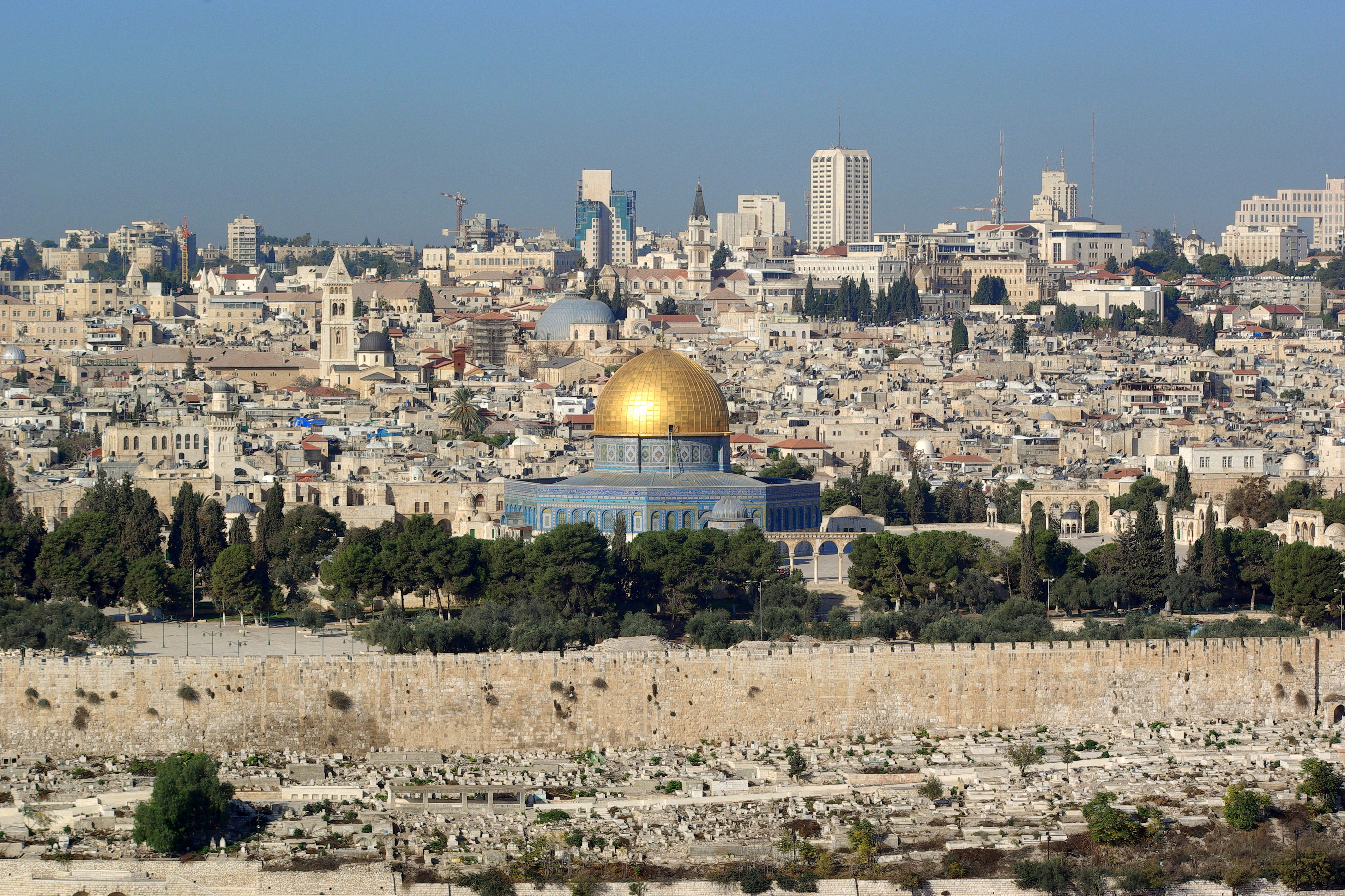
مسجد قبة الصخرة في صورة لمدينة القدس

تعاقبت على المدينة بعد تأسيسها على أيدي اليبوسيين العرب أمم شتى. واحتلها داوود من الكنعانيين حوالي (1000) ق.م، ثم دمرها القائد الروماني تيطس.
فتح العرب المسلمون المدينة لأسباب دينية واستراتيجية بعد انتصارهم على الرومان في معركة اليرموك. وطلب أهلها الصلح والأمان على أن يتولى ذلك الخليفة عمر بن الخطاب.
وأكمل الخليفة عمر طريقه إلى القدس، ووقع المعاهدة العمرية لبطريرك المدينة صفرونيوس. وضمنها شرطاً طلبه البطريرك وهو ألا يسكن اليهود فيها.
حافظت على طابعها العربي و الإسلامي حتى احتلال الفرنجة لها (1099-1187) واستعادها صلاح الدين الأيوبي سنة 1187م. واستولى عليها العثمانيون عام 1516.
وأعاد سليمان القانوني بناء سور المدينة وطوله 4 كم2 وارتفاعه 12 م وله 8 أبواب.
بنى المسلمون العديد من القباب والمآذن والأروقة والأبواب والسبل في صحن الصخرة المشرفة وبجوارها وفي الحرم وحوله.
وبنوا في مختلف العهود الإسلامية مساجد بلغت (34) مسجداً معظمها داخل المدينة القديمة وعدداً كبيراً من الزوايا يؤمها الحجاج من مختلف البلدان الإسلامية، كالزاوية النقشبندية للحجاج القادمين من أوزبكستان، وزاوية الهنود للحجاج القادمين من الهند، والزاوية القادرية للحجاج القادمين من أفغانستان، ولكل زاوية أوقاف ومسجد وغرف للنوم.
أنشأ المسلمون مدارس لطلب العلم، بلغ عددها (56) مدرسة للمسلمين من أهل المدينة ومن المشرق والمغرب، وأصبحت المدينة غنية بالأبنية والنقوش والزخارف الإسلامية والقناديل النادرة التي لا مثيل لها على الإطلاق.
وبحسب المصادر الإسلامية، فقد أسرى الله بالنبي محمد إليها حيث جاء في القران: ﴿سبحان الذي أسرى بعبده ليلاً من المسجد الحرام إلى المسجد الأقصى الذي باركنا حوله﴾.
وروي عن النبي محمد قوله: «إن الله خص فلسطين بالتقديس»، وهي قبلة المسلمين الأولى وثالث الحرمين الشريفين، وأقام الخليفة عمر بن الخطاب مسجده فيها.
وبنى الخليفة الأموي عبد الملك بن مروان مسجد الصخرة، ورصد لبنائه أموال مصر لمدة سبع سنوات. ونقش أسمه على قبة الصخرة المشرفة مع تاريخ البناء سنة 72 هـ.
وتعتبر قبة الصخرة والمسجد الأقصى من أهم وأقدم المعالم العربية الإسلامية في المدينة. جزءاً أساسياً من التراث الإسلامي ومن أكثره قدسية.
وصلى صلاح الدين في المسجد الأقصى بعد أن تم الفتح على يديه. ونقل إليه المحراب الذي سمي باسمه من الجامع الأموي بحلب وبقي فيه إلى أن أحرقه اليهود في محاولة إحراق الأقصى في 21 آب 1969.
الأمويون أقاموا قبة الصخرة المثمَّنة والمذهبة ومسجد الأقصى، واستخدمت أموال سبع سنوات من خراج مصر لإقامة قبة الصخرة. ومداخل المسجد الأقصى وأبوابه وقبته. أما تخطيط المسجد الأقصى الذي نراه اليوم فهو هندسة عباسية.

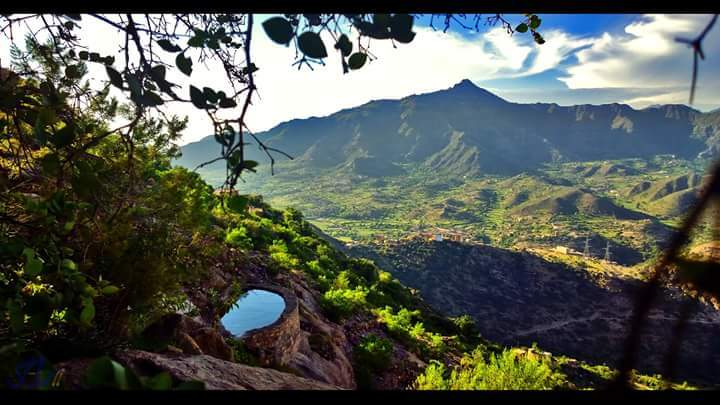
جبل مطران عزلة قدس تعز

والأيوبيون هم أيضاً من رمم جدران الحرم. والأتراك العثمانيون هم من جهزوا الكسوة بالقاشاني الملون على أرضية زرقاء كان قبلها مزيناً بالفسيفساء التي اشتهرت بها المدرسة السورية. والأتراك أيضًا هم الذين بنى سور المدينة القديمة، مما جسّد مساهمة الأمة الإسلامية بأسرها في بنائه والمحافظة عليه وعلى تاريخ القدس العريق وطابعها العربي الإسلامي.
إن تاريخ القدس يثبت أنها مدينة عربية أسسها العرب، ويذكر المؤرخ هنري بريستيد H. Breasted «أن الكنعانيين من القبائل العربية التي استوطنت فلسطين منذ عام 2500 ق. م». وهذا سبب تسمية فلسطين بـ«أرض كنعان»، وهي التسمية التي ذكرتها التوارة. وبعد تأسيسها احتلها داوود، ودمرها الرومان ثم شيدوها، وازدهرت في العهد الإسلامي، فهي بحكم التأسيس والبناء والتاريخ مدينة عربية إسلامية فالعرب هم الذين بنوها وعمروها، وانطلاقاً من حق الملكية فإن العرب والمسلمين هم الذين أسسوها وامتلكوها إلى أن جاء الاحتلال الإسرائيلي للقدس الغربية عام 1948 والاحتلال الإسرائيلي للقدس الشرقية عام 1967.
اعتبر المؤرخ الإغريقي هيرودوتس فلسطين جزءاً من ديار الشام. 
وأجمع مؤرخو الفرنجة إبان الحروب الصليبية أن فلسطين ديار شامية.
وذكر مجير الدين الحنبلي صاحب كتاب «الأنس الجليل بتاريخ القدس والخليل»، أن الأوائل قد قسموا الشام خمسة أقسام: الشام الأولى فلسطين وأوسط بلدها الرملة، والشام الثانية حوران، ومدينتها العظمى طبرية، والشام الثالثة الغوطة ومدينتها العظمى دمشق، والشام الرابعة حمص، والشام الخامسة قنسرين ومدينتها العظمى حلب.
وبعكس توصيات لجنة كينغ كرين الأمريكية لتقصي الحقائق وسبر رغبات السكان المحليين، سلخت الدولتان الاستعماريتان بريطانيا وفرنسا «فلسطين» عن الوطن الأم سوريا كمقدمة لتحقيق المشروع الصهيوني في الديار المقدسة.
حكم المسلمون مدينة القدس ثلاثة عشر قرناً وكانت اللغة العربية، لغة القرآن الكريم هي السائدة، حتى إبان الحكم العثماني. فالحضارة التي عرفتها القدس ترجع إلى فترة الحكم الإسلامي فيها. كان سكان المدينة عرباً لساناً وحضارةً. واليهود طارئون على المدينة، استوطنوا خارجها. وتعتبر الآثار المسيحية ذات أهمية بالغة لأنها آثار السيد المسيح والحواريين والشهداء، ولا مثيل لها في أي بقعة من بقاع العالم ومنها: كنيسة القيامة التي تضم قبر السيد المسيح، وطريق الآلام وما شيدت فيه من كنائس. فالمدينة القديمة مليئة بالمساجد والكنائس والمدارس والزوايا والمقابر، وأسندت حراسة كنيسة القيامة، وهي أعظم المقدسات المسيحية في العالم إلى أسرتين مسلمتين مقدسيتين ومعهما مفاتيح الكنيسة.

## التاريخ المعاصر

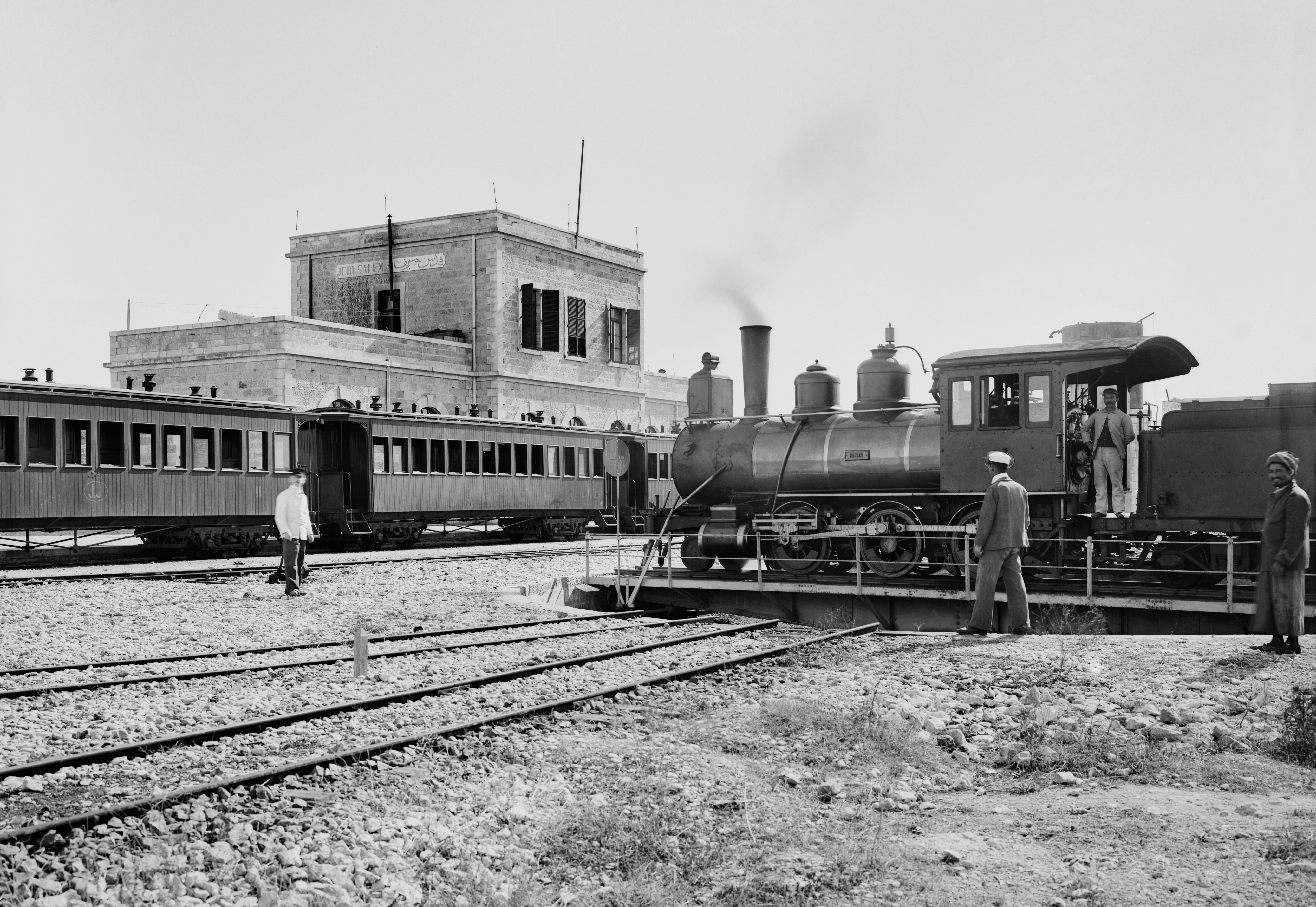
محطة قطار القدس

كان رؤساء بلدية القدس خلال المئة سنة الأخيرة قبل احتلال اليهود لها عرباً حتى إبان الانتداب البريطاني على فلسطين منهم: حسين الحسيني، موسى كاظم الحسيني، راغب النشاشيبي، مصطفى الخالدي وحسين فخري الخالدي.
وظلت القدس عربية، الشرقية منها والغربية، أي القدس القديمة والجديدة عربية بعدد سكانها وملكيتها ورئاستها، وما يحيط بها من قرى.
لقد ثبت إن الحفاظ على المدينة المقدسة والأماكن الدينية فيها كان بسبب حكم العرب والمسلمين لها. فلقد أثبت التاريخ أن وجود المدينة في أيدي العرب، من مسلمين ومسيحيين قد حافظ عليها وعلى المقدسات والأمن والسلام فيها، ولم تعرف في عهد اليهود إلا الخراب والدمار.
ووضع الحلفاء في مؤتمر سان ريمو فلسطين تحت الانتداب البريطاني، والذي التزم بتحقيق وعد بلفور وبفتح أبواب فلسطين على مصراعيها للهجرة اليهودية.